# Siganus argenteus
Siganus argenteus  (лат.) — вид рыб из семейства сигановых (Siganidae). Широко распространены в Индо-Тихоокеанской области на глубинах 1—30 м. Поодиночке или большими стаями на голых скалах лагун и обращённых к морю рифов. Длиной до 42 см. Тело у рыбы овальное с вилообразным хвостом. Питаются водорослями на коралловых рифах и скалах.  Имеет ядовитые шипы на плавниках. Укол колючками этой рыбы болезнен, ввиду чего они представляют опасность для неосторожных купальщиков.